# Dwór w Maczkowie
Dwór w Maczkowie – zabytkowy dwór na północnym skraju wsi Maczków, w powiecie słubickim w województwie lubuskim.

## Opis
Droga dojazdowa prowadzi przez okazałą bramę wjazdową. Elewacje boczne są niesymetryczne, ale zdobione boniowaniem na pierwszej kondygnacji. Ryzalit elewacji tylnej posiada ozdobny detal w stylu barokowym (festony, girlandy, kroksztyny i lwie głowy).
W 1945 roku znacjonalizowany i administrowany przez miejscowy PGR. Przez krótki czas dwór pełnił rolę hotelu.
W latach 1985–1993 dwór poddano remontowi generalnemu, obiekt został zaadaptowany na cele mieszkalne oraz hotel. Sztukateria zewnętrzna oraz wewnętrzna została odtworzona i zrekonstruowana przez właściciela. Wszystkie piece kaflowe oraz kominki zostały wyremontowane. Remont obiektu zajął 7 lat, a charakter wnętrz został przywrócony do okresu świetności. W 1993 roku zespół pałacowo parkowy zmienił właściciela i od tego czasu stan obiektu zaczął ulegać degradacji. W kwietniu 2022 roku opuszczony budynek spłonął.